# Замостье (Черниговская область)
Замостье (укр. Замістя) — село в Прилукском районе Черниговской области Украины. Население — 900 человек (2019 год). Занимает площадь 1,543 км². Первое упоминание о селе датируется 1619 годом.
Известно в истории Украины как родовое поместье рода Горленко и родина святителя Иоасафа Белгородского.
Код КОАТУУ: 7424183201. Почтовый индекс: 17544. Телефонный код: +380 4637.

## Власть
Орган местного самоуправления — Замостянский сельский совет. Почтовый адрес: 17544, Черниговская обл., Прилукский р-н, с. Замостье, ул. Шевченко, 108а.